# 北海道道1167号北斗茂辺地インター線

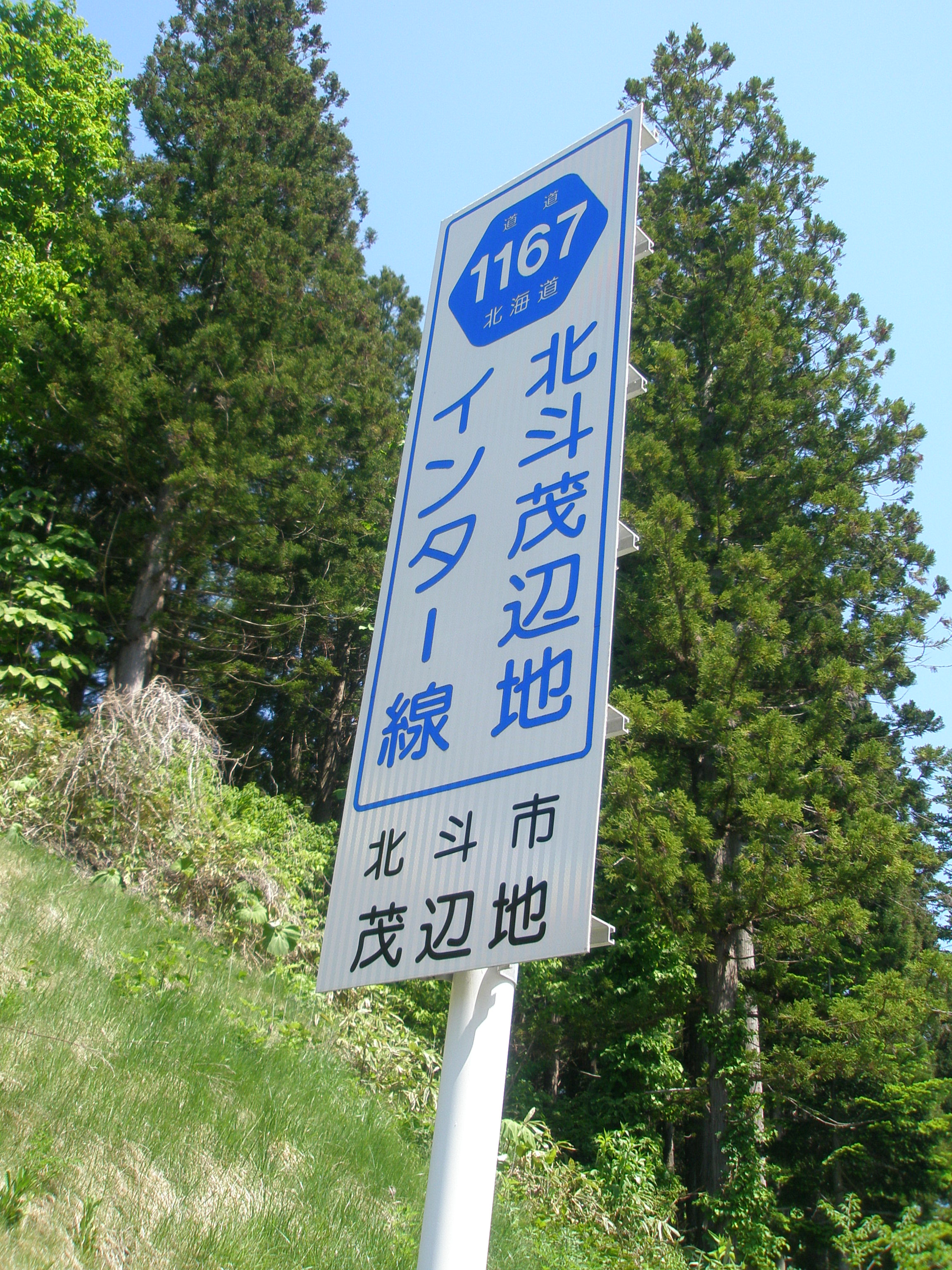
道道番号及び路線名標識（2019年5月撮影）終点に設置のもの

北海道道1167号北斗茂辺地インター線（ほっかいどうどう1167ごう ほくともへじインターせん）は、北海道北斗市内を結ぶ一般道道（北海道道）である。

## 概要

### 路線データ
- 起点 : 北海道北斗市茂辺地4丁目（北海道道29号上磯厚沢部線交点）
- 終点 : 北海道北斗市茂辺地（函館江差自動車道 北斗茂辺地IC交点）
- 総延長：0.671 km
- 実延長：0.660 km
- 重用延長：0.011 km

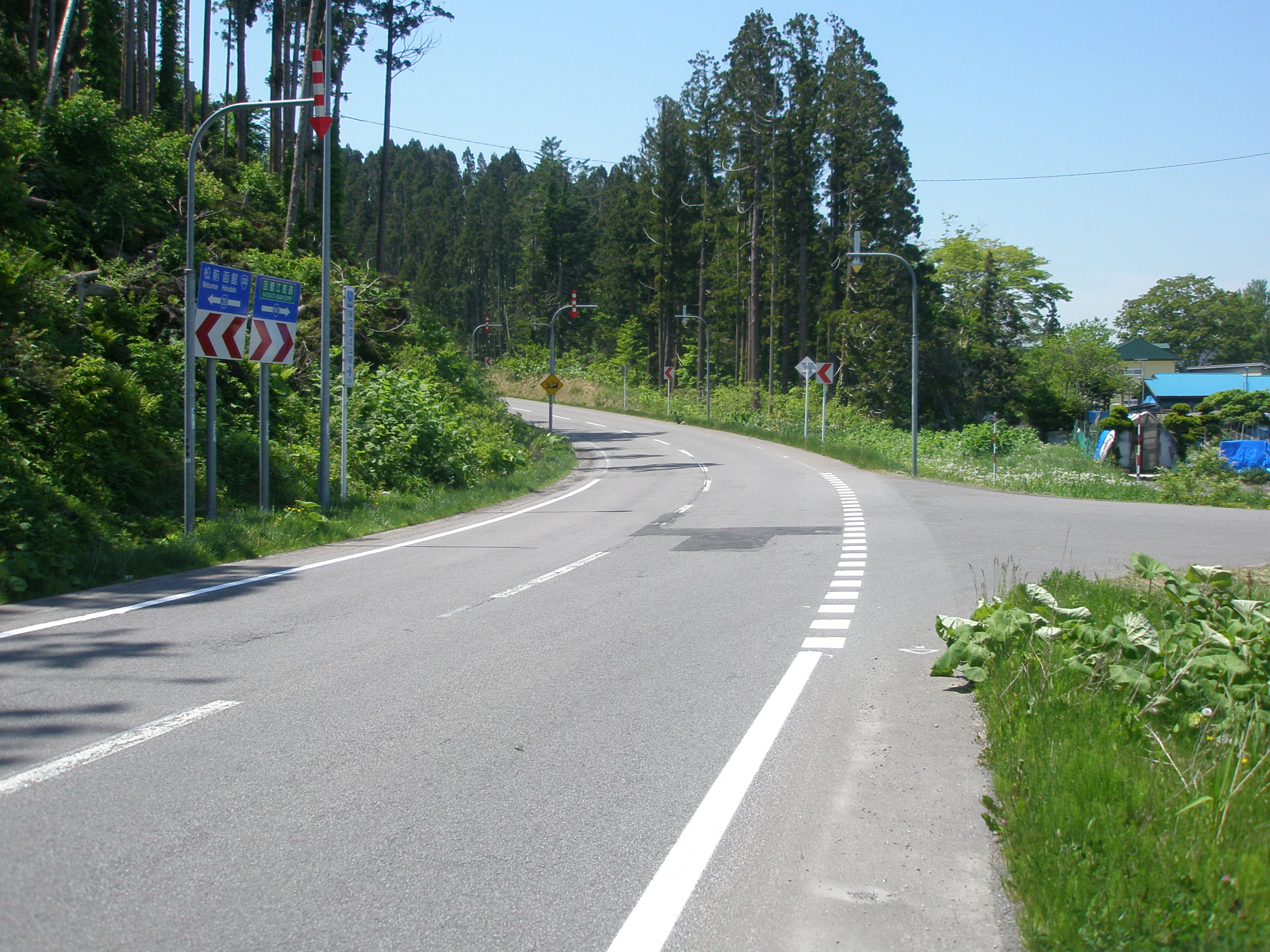
起点（北海道道29号上磯厚沢部線交点、2019年5月撮影）
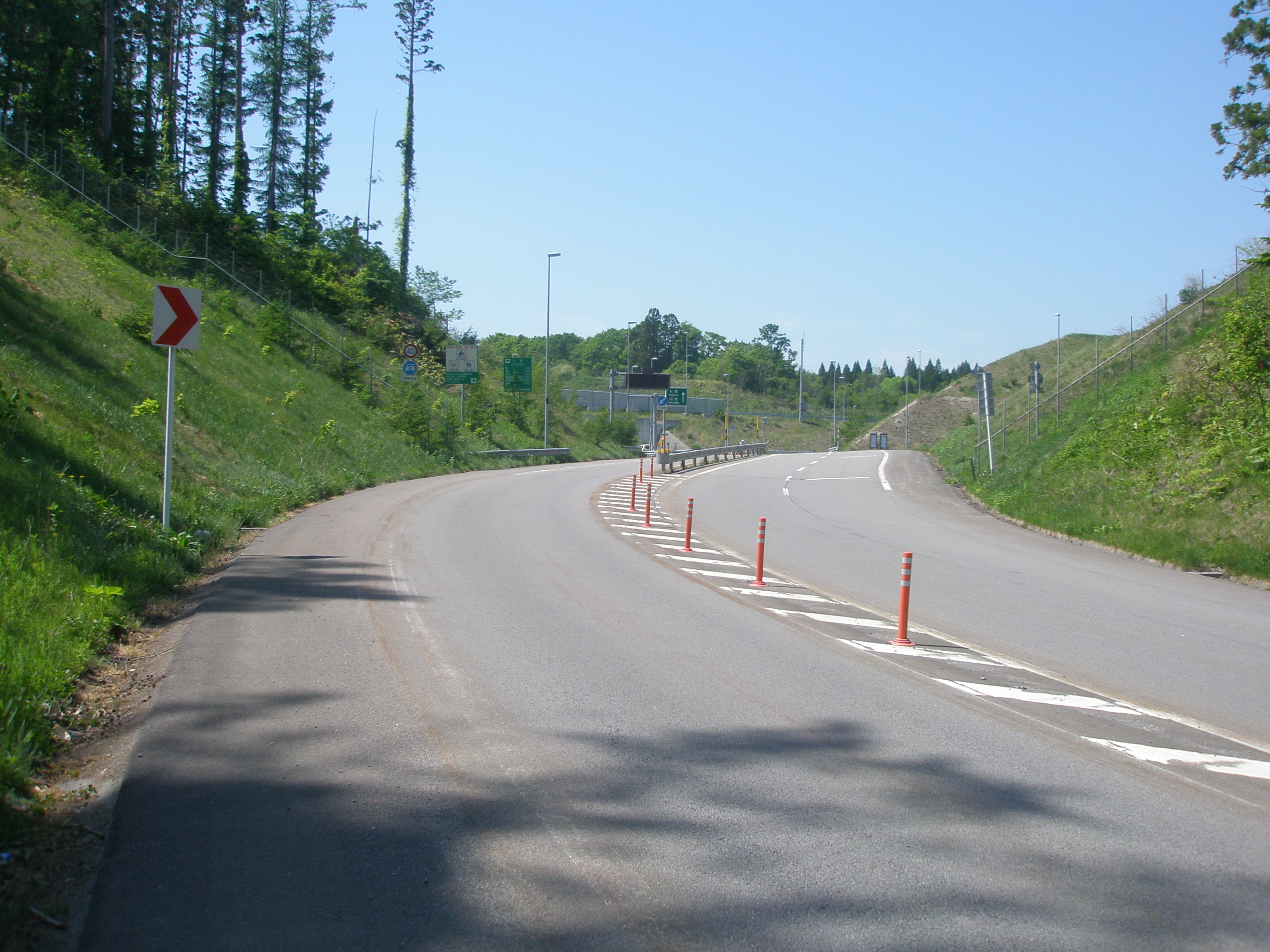
終点（函館江差自動車道・北斗茂辺地IC交点、2019年5月撮影）

### 道路管理者
- 渡島総合振興局 函館建設管理部 事業課

## 歴史
- 2002年（平成14年）9月26日 - 茂辺地インター線として路線認定[1]。
- 2012年（平成24年）3月24日 - 路線名を北斗茂辺地インター線に変更[2]。

## 地理

### 通過する自治体
- 渡島総合振興局
  - 北斗市

### 交差する道路
北斗市
- 北海道道29号上磯厚沢部線 - 茂辺地4丁目（起点）
- 函館江差自動車道 北斗茂辺地IC - 茂辺地（終点）